# Президентські вибори в Молдові 2016
Президентські вибори (рум. Alegerile prezidențiale în Republica Moldova) пройшли в Молдові в два тури: 30 жовтня 2016 року перший тур і 13 листопада 2016 року другий тур, закінчились обранням президентом проросійськи орієнтованого Ігоря Додона. Це перші прямі вибори Президента Молдови з 1996 року. Вибори були призначені після рішення Конституційного суду, який 4 березня 2016 року постановив, що внесені у 2000 році поправки в конституцію, вводили процедуру обрання президента національним парламентом, були антиконституційними.
За результатами першого туру виборів, жоден кандидат не зміг отримати більше половини голосів виборців, тому результат був визначений у другому турі, в якому брали участь лідери першого туру Ігор Додон та Мая Санду.

## Виборча система
Після рішення Конституційного суду від 4 березня виникла необхідність внесення змін у Виборчий кодекс для організації та регулювання виборів президента. Поправки до Виборчого кодексу пройшли перше читання у парламенті у квітні, після чого законодавці попросили БДІПЛ ОБСЄ та Венеційської комісії Ради Європи вивчити запропоновані поправки. Згідно зі спільною заявою цих організацій зміни у Виборчий кодекс в цілому знаходяться у відповідності з міжнародними стандартами і зможуть забезпечити відповідність президентських виборів міжнародним зобов'язанням, якщо вони будуть правильно застосовані. 23 червня поправки пройшли друге читання, а 27 липня були промульговані президентом.
Згідно з прийнятим законодавством президента обирають на чотири роки в єдиному загальнонаціональному виборчому окрузі. Кандидат вважається обраним, якщо він одержав більше половини дійсних голосів виборців. Для того, щоб перший тур виборів був визнаний таким, що відбувся, на виборчі дільниці повинні прийти більше однієї третини зареєстрованих виборців. Якщо жоден кандидат не набрав необхідної для перемоги кількості голосів у першому турі, то через два тижні має відбутися другий тур між двома кандидатами, які набрали найбільшу кількість голосів. Порогу явки для другого туру не передбачено.
Виборча адміністрація складається з трьох рівнів: Центральна виборча комісія (ЦВК), 35 окружних виборчих рад і близько 2 тисяч дільничних виборчих бюро. До складу ЦВК входять дев'ять осіб, призначених на п'ятирічний термін. 8 членів призначає парламент і президент одного. Окружні ради та дільничні виборчі бюро формуються перед виборами. Окружні ради складаються з 7-9 чоловік, номінованих місцевими судами і радами, а також парламентськими партіями. Дільничі складаються з 5-11 членів, запропонованих місцевими радами та парламентськими партіями. На всіх рівнях представництво політичних партій у виборчих радах пропорційно їх представництву в парламенті.
Голосування не відбудеться в непідконтрольному молдовській владі Придністров'ї. Однак для громадян Молдови, які проживають на цій території, ЦВК організує можливість проголосувати на спеціальних виборчих дільницях.
Громадяни, які досягли вісімнадцятирічного віку, мають право голосу. Особи, визнані судом недієздатними, що знаходяться в місцях позбавлення волі і призвані на військову службу, позбавлені права голосувати. Виборці за кордоном можуть проголосувати на дільницях, відкритих в дипломатичних представництвах Республіки Молдова та в інших місцях, запропонованих владою. 
Президентом може бути обраний громадянин, який має право голосу, досяг щонайменше сорока років, який проживає на території Республіки Молдова не менше десяти років та володіє державною мовою. Кандидати можуть брати участь у виборах як незалежні або як висуванці політичної партії або блоку. Кожен кандидат повинен сформувати і зареєструвати в ЦВК ініціативну групу, що складається з 25-100 виборців. Для участі у виборах необхідно зібрати від 15 до 25 тисяч підписів виборців, що проживають принаймні в 18 з 35 виборчих одиниць. В одній виборчої одиниці потрібно зібрати не менше 600 підписів. Виборці можуть поставити підпис в підтримку тільки одного кандидата. Списки з підписами повинні бути перевірені в центральній виборчій комісії не пізніше 1 жовтня — офіційного початку виборчої кампанії. Кампанія триває 30 днів і закінчюється за 24 години до дня виборів. Агітація до початку кампанії, включаючи період реєстрації кандидатів, заборонена.

## Зареєстровані кандидати
- Міхай Гімпу — кандидат Ліберальної партії
- Юріє Лянке — кандидат Європейської народної партії Молдови
- Дмитро Чубашенко — кандидат Нашої партії
- Мая Санду — кандидат Партії «Дія і солідарність»
- Ігор Додон — кандидат Партії соціалістів Республіки Молдова
- Ганна Гуцу — кандидат Партія «ПРАВІ»
- Валеріу Гілецький — незалежний кандидат
- Мая Лагута — незалежний кандидат
- Сільвія Ради — незалежний кандидат

## Результати
Перший тур виборів пройшов 30 жовтня 2016 року.
Другий тур
Другий тур виборів пройшов 13 листопада 2016 року.
Незважаючи на почату підготовку до високої явки виборців на дільницях за кордоном і виборців з лівобережжя Дністра, багато громадян не змогли проголосувати через брак бюлетенів.
Результати другого туру за адміністративно-територіальними одиницями:
|                         | Явка, % | Ігор Додон | Ігор Додон | Мая Санду | Мая Санду |
| %                       | Явка, % | чол        | %          | чол       |           |
| ----------------------- | ------- | ---------- | ---------- | --------- | --------- |
| Бессарабський район     | 43,24   | 63,28      | 6 525      | 36,72     | 3 786     |
| Бричанський район       | 45,97   | 76,05      | 21 438     | 23,95     | 6 750     |
| Глодянський район       | 46,90   | 70,21      | 15 664     | 29,79     | 6 646     |
| Дондюшанський район     | 52,14   | 75,44      | 13 568     | 24,56     | 4 417     |
| Дрокійський район       | 48,06   | 67,65      | 23 184     | 32,35     | 11 089    |
| Дубосарський район      | 54,87   | 68,00      | 11 878     | 32,00     | 5 590     |
| Єдинецький район        | 51,02   | 73,98      | 24 276     | 26,02     | 8 540     |
| Кагульський район       | 46,06   | 51,24      | 23 390     | 48,76     | 22 260    |
| Калараський район       | 46,81   | 36,02      | 10 518     | 63,98     | 18 685    |
| Кантемирский район      | 41,17   | 44,99      | 9 187      | 55,01     | 11 233    |
| Каушенський район       | 46,84   | 54,79      | 18 913     | 45,21     | 15 604    |
| Криулянский район       | 54,06   | 35,55      | 11 374     | 64,45     | 20 618    |
| Леовський район         | 44,83   | 50,05      | 9 764      | 49,95     | 9 746     |
| Ніспоренський район     | 44,65   | 34,14      | 8 144      | 65,86     | 15 714    |
| Новоаненський район     | 52,87   | 56,59      | 22 850     | 43,41     | 17 531    |
| Окницький район         | 53,71   | 84,72      | 18 742     | 15,28     | 3 381     |
| Оргіївський район       | 48,24   | 39,77      | 19 302     | 60,23     | 29 230    |
| Резинський район        | 51,90   | 58,54      | 13 653     | 41,46     | 9 668     |
| Ришканський район       | 51,22   | 74,04      | 20 410     | 25,96     | 7 158     |
| Сороцький район         | 49,49   | 66,08      | 25 764     | 33,92     | 13 224    |
| Страшенський район      | 49,58   | 31,61      | 12 069     | 68,39     | 26 115    |
| Синжерейський район     | 47,03   | 62,27      | 20 669     | 37,73     | 12 525    |
| Тараклійський район     | 52,16   | 96,11      | 17 961     | 3,89      | 726       |
| Теленештський район     | 48,74   | 33,93      | 9 222      | 66,07     | 17 961    |
| Унгенський район        | 50,06   | 56,96      | 26 036     | 43,04     | 19 676    |
| Фалештський район       | 50,25   | 71,09      | 25 527     | 28,91     | 10 381    |
| Флорештський район      | 49,35   | 65,95      | 23 703     | 34,05     | 12 239    |
| Гинчештський район      | 43,81   | 34,46      | 15 036     | 65,54     | 28 599    |
| Чимішлійський район     | 42,35   | 47,02      | 10 096     | 52,98     | 11 376    |
| Шолданештський район    | 49,04   | 57,80      | 9 473      | 42,20     | 6 917     |
| Штефан-Водський район   | 47,66   | 50,05      | 13 747     | 49,95     | 13 719    |
| Яловенський район       | 52,93   | 24,66      | 10 929     | 75,34     | 33 386    |
| Гагаузія                | 50,81   | 98,89      | 66 395     | 1,11      | 748       |
| Бєльці (мунуціпалітет)  | 53,22   | 77,65      | 44 020     | 22,35     | 12 669    |
| Кишинів (мунуціпалітет) | 66,22   | 38,64      | 200 654    | 61,36     | 318 686   |
| Молдова                 | 53,45   | 52,11      | 834 081    | 47,89     | 766 593   |